# Utah State Route 9

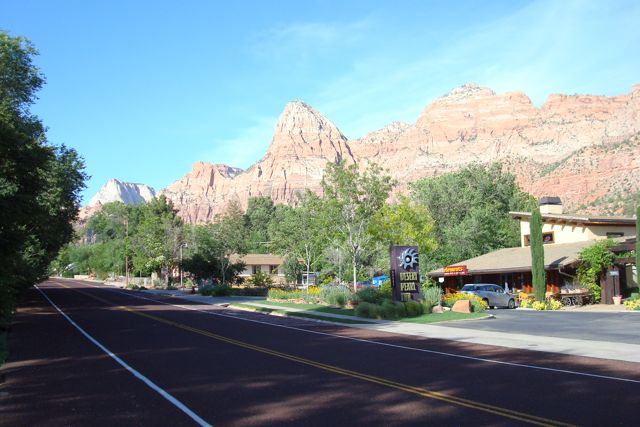
Utah State Route 9 in Springdale

Die Utah State Route 9 – auch unter der Bezeichnung Zion Park Scenic Byway bekannt – ist ein Highway in Utah. Die Utah State Route 9 beginnt an der Ausfahrt 16 des Interstate I-15 in Washington und endet in Mount Carmel Junction am U.S. Highway 89. Auf einer Länge von rund 91 km verläuft er zunächst in östlicher Richtung im Tal des Virgin River und tritt im Tal des West Fork Virgin River nördlich von Springdale in den Zion-Nationalpark ein. Nach der Durchquerung des Zion-Mount-Carmel-Tunnels verläuft er zwischen dem Clear Creek Mountain und den White Cliffs als Zion-Mount-Carmel-Highway nach Osten, wo er in Mount Carmel Junction im Tal des East Fork Virgin River endet.
Die Strecke im Zion-Nationalpark mit Tunnel, Rampen, Aufschüttungen und Kehren gilt als ingenieurtechnische Meisterleistung ihrer Zeit. Dieser Streckenabschnitt unterliegt Restriktionen hinsichtlich Gewicht und Maßen der benutzenden Fahrzeuge. Wohnmobile, die die Lichtraummaße der Fahrspuren überschreiten, können nach Voranmeldung und gegen eine Gebühr die Straße mittig befahren, dazu wird die Durchfahrt durch den Tunnel kurzzeitig in beiden Richtungen gesperrt. Radfahrer dürfen den Abschnitt nicht befahren, gegebenenfalls kann ein Shuttle-Service organisiert werden.